# Grootste Overijsselaar
De verkiezing van de Grootste Overijsselaar aller tijden is een onderdeel van het programma 'De identiteit van Overijssel'. Het is een samenwerkingsproject van vijf erfgoedinstellingen in Overijssel: Historisch Centrum Overijssel, Kunst en Cultuur Overijssel, Overijsselse Bibliotheek Dienst, Stadsarchief en Athenaeumbibliotheek en Het Oversticht. Het programma heeft als doel de cultuurhistorie van Overijssel onder de aandacht te brengen van het grote publiek.

## Verkiezing

### Eerste ronde
Vanaf 31 maart 2005 kon men 8 personen kiezen die naar de volgende ronde mochten en dit uit een lijst van 300 personen. De criteria om in die lijst te komen waren:
- In de provincie geboren zijn of er hebben gewerkt
- In historisch perspectief iets voor de provincie hebben betekend en/of een bovengemiddelde prestatie op zijn of haar vakgebied neergezet hebben

Het stemmen kon tot 30 september 2005 op de site van Overijssels Grootste.

### Tweede ronde
De tweede ronde begon op 1 oktober 2005. Men kon vanaf dan stemmen op de personen met het meeste aantal stemmen uit de vorige ronde. Vanaf 20 september startte RTV Oost met het uitzenden van de portretten van de 8 genomineerden.
Deze laatste 8 bestonden uit:
- Willem Wilmink, (liedjes)schrijver en dichter
- Willem Kolff, medisch wetenschapper
- Johan Rudolph Thorbecke, staatsman
- Epi Drost, voetballer
- Herman Brood, popmuzikant
- Cor Hilbrink, verzetsstrijder
- Edwin Evers, diskjockey
- Herman Finkers, cabaretier

Op 15 november 2005 werd tijdens een liveshow op RTV Oost de winnaar bekendgemaakt.

### In opspraak
De verkiezing kwam ook even in opspraak toen bleek dat NSB'er en oostfrontsoldaat Egon von Bönninghausen (1899-1943) op de lijst stond. Von Bönninghausen, op wie toen al enkele honderden malen gestemd was, werd meteen geschrapt.

## Winnaar
Uiteindelijk werd Willem Kolff, de uitvinder van de kunstnier, door gedeputeerde Jan Kristen gekroond tot Overijssels Grootste. Hij won met 35%, net voor Epi Drost (tweede) en Johan Rudolph Thorbecke (derde).
Kolff reisde om gezondheidsredenen niet af naar de studio van RTV Oost, maar liet telefonisch vanuit de Verenigde Staten weten blij te zijn met de erkenning. Dhr. Herman Broers kwam de prijs namens de Willem Kolffstichting in ontvangst nemen.